# Teresa Santamaría de González
Teresa Santamaría de González (Medellín, Antioquia, Colombia, mayo de 1897-Medellín, Antioquia, Colombia, 27 de noviembre de 1985) fue una gestora antioqueña cuyo trabajo impulsó, en la década de los cuarenta, el despertar cultural de Medellín. Dentro de su labor se destaca la fundación del Colegio Mayor de Antioquia, cuyo nacimiento se remonta a la creación de Colegios Mayores de la Cultura Femenina; donde doña Teresa Santamaría de González fue la primera rectora de esta institución. "A la creación de universidades femeninas en Colombia subyace un intenso debate acerca de las ideologías de género, que son el conjunto de valores normativos que establecen en una sociedad lo que es o no apropiado para hombres o mujeres."  La misión de estos colegios era ofrecer carreras universitarias a mujeres en una sociedad donde su rol simplemente se limitaba a los parámetros del hogar y la familia.  
Destaca también la creación del Teatro Pablo Tobón Uribe, la Casa del Estudiante y la fundación de Letras y Encajes, primera revista local escrita y editada solo por mujeres. Además, dirigió el Centro Femenino de Estudios. 
Aunque católica y conservadora, Santamaría de González apoyó fervientemente el movimiento nacional por la ciudadanía de la mujer y buscó, por medio de la educación y la cultura, replantear el papel de la mujer en la sociedad. A su modo, logró que sus contemporáneas se insertaran en un mundo más allá de las montañas que las rodeaban. Esto la hizo, definitivamente, una mujer destacada por ser perseverante y la convirtió en una figura de empoderamiento femenino en Colombia.

## Biografía
Era hija de Mercedes Gómez Henao y Germán Santamaría Piedrahita, casados en febrero del año 1896. Su bautizo se realizó el 2 de junio de 1897, en la Iglesia de Nuestra señora de la Candelaria.
Vivió con dos miembros importantes de la estirpe: Tomás y Peter Santamaría Álvarez. El primero, fue conocido por impulsar el crecimiento y desarrollo de los Almacenes Ley y haber sido presidente de la cámara de comercio de Medellín. El otro, por ser uno de los primeros ingenieros del departamento, secretario de hacienda, concejal y decano de la Facultad de Minas de la Universidad Nacional. Ahora, por el lado de su madre, Mercedes Gómez, compartía consanguinidad con José Gutiérrez Gómez, que impulsó la creación del Teatro Metropolitano de Medellín, que hoy lleva su nombre.
Nunca estuvo obligada a trabajar, la posición económica de su familia era estable para la época de Teresa. En 1913, se graduó como institutora de La Presentación, el único colegio de monjas donde podían estudiar las niñas. No obstante, nunca ejerció como profesora. Posteriormente, estudió un año de Bellas Artes en La Sorbona, en París.
Se destacó, sobre todo, en el teatro, donde actuó en al menos veintiséis obras hasta que destruyeron, en 1954, el teatro donde se presentó la mayoría de veces: El Bolívar. Su montaje más famoso la comedia francesa Las del sombrerito verde. 
Su popularidad dentro de la ciudad se le debía, adicionalmente, a su participación en obras sociales, una práctica en la que se unían varias mujeres de su círculo social, en especial porque la Iglesia Católica las comprometía como feligresas con un apostolado caritativo. Santamaría de González participaba en todas las causas que necesitaran madrinazgo. Fue presidenta de la Asociación de Madrinas Escolares; integrante del comité femenino de los Barrios de Jesús, un proyecto de vivienda social en el centro-oriente de la ciudad; participó en la creación de la Escuela doméstica de Antioquia, el primer intento por dar a las mujeres formación en algunos oficios; fue presidenta de la Liga Antituberculosa y secretaria nacional de la Legión Femenina de educación popular, organización internacional que se dedicaba a promover la educación de mujeres en condiciones socioeconómicas bajas.
Vale la pena destacar que también armó campañas de recolección de ayuda humanitaria para las víctimas de la Segunda Guerra Mundial en Europa y para los sacerdotes jesuitas que evangelizaban en Japón.

## Letras y encajes
En 1926, en compañía de Alicia Merizalde de Echavarría, Sofía Ospina de Navarro y Ángela Villa, Teresa Santamaría de González fundó la revista mensual Letras y encajes, primera revista femenina hecha en Medellín que circuló en el país. Eran mujeres que a sus intereses filantrópicos sumaban sus vocaciones intelectuales y, en ese proceso, lograron hacer de la revista una lucrativa plataforma comercial, sostenida por una pauta publicitaria relativa al consumo de bienes suntuarios comercializados en la ciudad. Eran consumidoras, promotoras del consumo, promotoras del mercado y las comunicaciones.
Con este proyecto, buscaban, primero, recaudar fondos para la construcción de un pabellón de maternidad en el principal hospital de la ciudad, el San Vicente de Paul. Adicionalmente, pretendían generar contenidos que aconsejaran sobre labores domésticas y administrativas del hogar, útil “para las señoras de casa” y despertar en ellas un interés por saber más sobre el arte y la literatura. Por esta razón, se puede decir que fines caritativos y de servicio orientaron entonces la publicación.
En las 386 ediciones que alcanzó la revista, que circuló hasta 1959, quedó plasmado el testimonio de un grupo de mujeres que quisieron contar la vida social de la mujer de la época. Con esta publicación, mujeres educadas y de clase alta, principalmente querían replantear el papel de la mujer en la sociedad, hacerla ver como algo más importante que solo una esposa o madre, siendo este su rol principal en la época. La revista pretendía crear un espacio abierto para la educación de la mujer tocando temas como: literatura, historia, economía doméstica y religión.
También hubo artículos de actualidad, a la par de, por ejemplo, listas de libros de autores prohibidos por la Iglesia Católica, por considerarlos "peligrosos", "perversos", o de "ideas falsas". Entre los señalados estaban: Émile Zolá, Graham Greene, Thomas Mann o Stefan Zweing, incluso escritoras como Emily Brontë y Margaret Mitchell.

## Reconocimiento a su labor
En el 2013, la crónica sobre la vida de Teresa Santamaría de González “Cómo te olvidan”,  escrita por la periodista e investigadora Daniela Gómez, consiguió el Estímulo al Talento Creativo del Instituto de Cultura y Patrimonio de Antioquia. Durante el lanzamiento del libro, la autora destacó la importancia del reconocimiento a Santamaría de González:
“Yo había leído algo de Teresa Santamaría de González, de su trabajo en el Museo, para un trabajo que adelantaba para la universidad. Después, mientras me encontraba investigando para mi trabajo de grado, apareció ‘Letras y encajes’ y supe de ella. Pudo haber sido cualquiera de las mujeres que hicieron realidad ese proyecto, sin embargo, ella me conquistó porque su historia tenía diferentes elementos, había hecho mucho y me pareció injusto que se olvidara”. 
Además, Gómez relató que “aunque era una mujer liberal, tenía ideas muy conservadoras”, ya que para la época en que vivió el papel de la mujer era todavía muy cercano al hogar. Acorde a su análisis, en su revista proponía, entre otras cosas, que las mujeres podían escribir, sin romper con su rol de damas de sociedad.